# Linda Hofstad Helleland
Linda Cathrine Hofstad Helleland, født 26. august 1977 i Klæbu, er en norsk politiker i Høyre og forfatter. Hun havde tre forskellige ministerposter i Erna Solbergs regering. Fra 2015 til 2018 var hun kulturminister, fra 2018 til 2019 børne- og ligestillingsminister og fra 2020 til 2021 distrikts- og digitaliseringsminister. Helleland har været indvalgt i Stortinget fra 2009 i Sør-Trøndelag, og første stedfortræder 2001-2009. Fra 2001 til 2005 mødte hun fast som stedfortræder for Børge Brende mens han var minister.
I tre år fra 2017 til 2019 var hun næstformand i World Anti-Doping Agency.